# Kolonialgeschichte der Stadt Köln

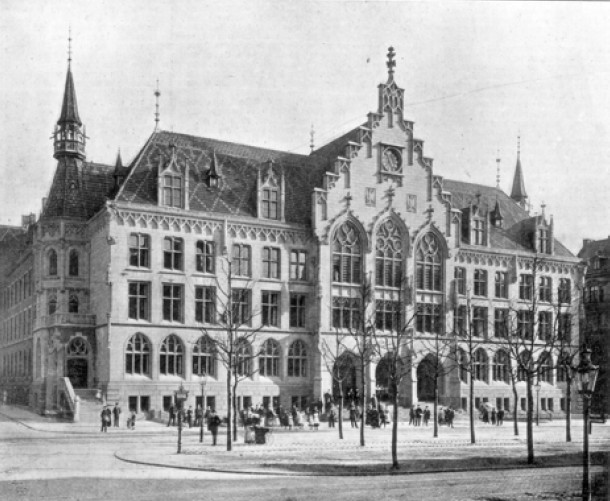
Die erste Kölner Handelshochschule vor dem Ersten Weltkrieg

Köln war zu Zeiten des Imperialismus eine der wichtigen Handelsstädte des Deutschen Kaiserreichs, als solche war sie das rheinische Zentrum für Expeditionen und wissenschaftlichen Kolonialismus.

## Der „wissenschaftliche Kolonialismus“ und seine Kölner Akteure

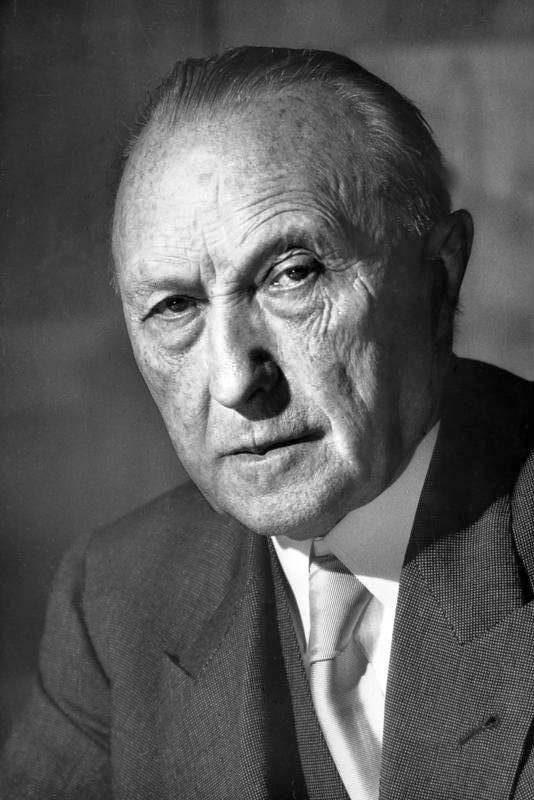
Konrad Adenauer, Oberbürgermeister Kölns (1917–1933, 1945)

Seit 1905 war die Stadt Köln mit einem Beitrag von jährlich 100 Mark Mitglied des Kolonial-Wirtschaftlichen Komitees (K.W.K.). Im geschäftsführenden Ausschuss des K.W.K. waren unter anderen Richard Hindorf, Direktor der Rheinischen Handeï-Plantagen-Gesellschaft, und Max Esser, Gründer der Westafrikanischen Pflanzungsgesellschaft Victoria vertreten.
1914 zählte das Kolonial-Wirtschaftliche Komitee 1231 körperschaftliche Mitglieder. Auch folgende Kölner Unternehmen sind in einer Auflistung zu finden:
- Bertuch & Co.
- Franz Clouth, Rheinische Gummiwarenfabrik, G.m.b.H. (Nippes)
- Gasmotorenfabrik Deutz
- Kölnische Gummifäden-Fabrik, vorm. Ferd. Kohlstadt & Co. (Deutz)
- W. Leyendecker & Cie. (Ehrenfeld)
- Maschinenbauanstalt Humboldt (Kalk)
- J. Pohlig, Act. Ges. (Zollstock)
- Gebrüder Stollwerck

Bedeutung für den Kolonialismus in Köln hatten vor allem August Reichensperger, Viktor C. Eduard Schnitzler, Gustav Michels, Eugen und Hans Langen und die Familie Leverkus.
Konrad Adenauer, damals Oberbürgermeister Kölns und zusätzlich Geschäftsführender Vizepräsident der Deutschen Kolonialgesellschaft von 1931 bis 1933, später Bundeskanzler, meinte einst:

„Das Deutsche Reich muss unbedingt den Erwerb von Kolonien anstreben. Im Reiche selbst ist zu wenig Raum für die grosse Bevölkerung. Gerade die etwas wagemutigen, stark vorwärtsstrebenden Elemente, die sich im Lande selbst nicht betätigen konnten aber in den Kolonien ein Feld für ihre Tätigkeit finden, gehen uns dauernd verloren. Wir müssen für unser Volk mehr Raum haben und darum Kolonien.“

### Institutionen und Örtlichkeiten

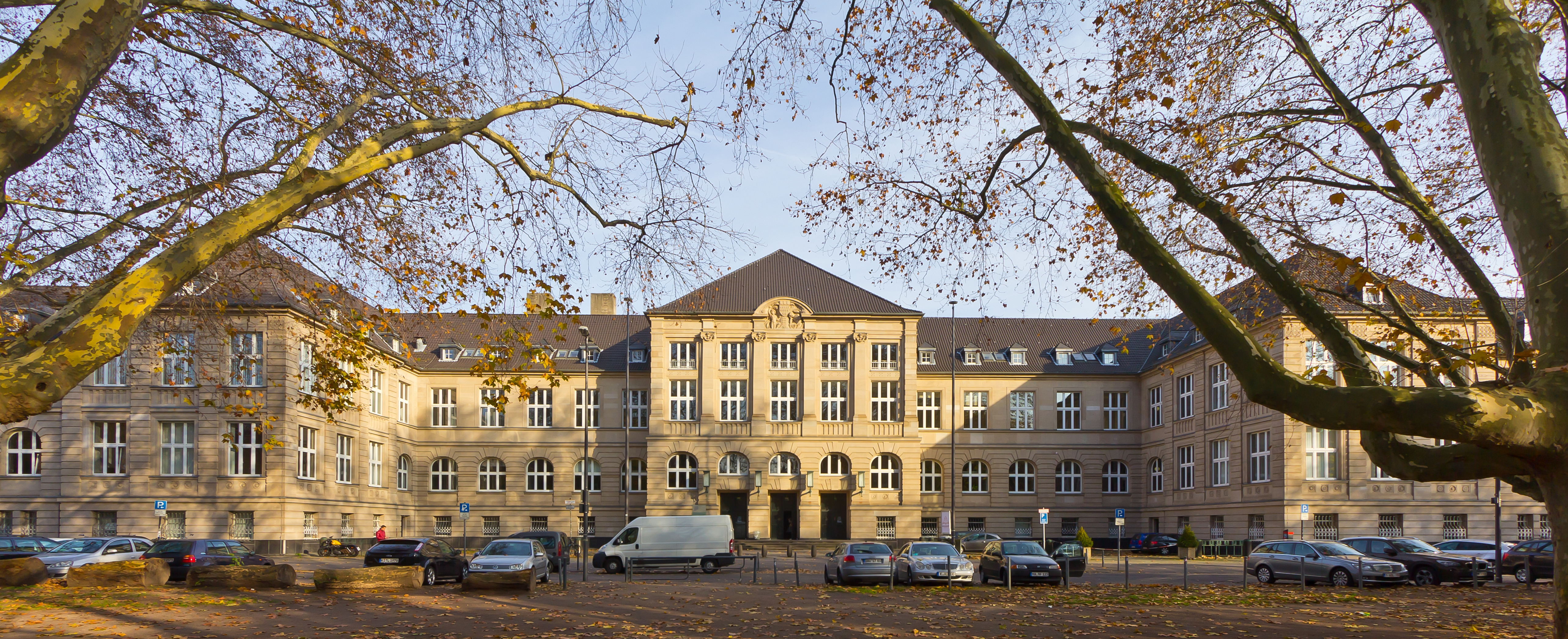
Die zweite Handelshochschule

Im Jahr 1884, zu Beginn der aktiven reichsdeutschen Kolonialpolitik, entstand die Kölner Ortsgruppe des Westdeutschen Vereins für Colonisation und Export mit anfänglich rund 100 Mitgliedern. Die Jahrhundertwende brachte viele Neugründungen im Bereich der Handelshochschulen und Technischen Hochschulen mit sich, in Köln beispielsweise das heutige Hansagymnasium, die Handelshochschule und die Handelskammer, die alle Mitglieder der Deutschen Kolonialgesellschaft waren.
Um das allgemeine Interesse der Bevölkerung an kolonialen Themen zu befriedigen, wurden diese an den Hochschulen als ergänzende Pflichtveranstaltungen eingeführt.
Die Verbindung zwischen Kölner Wissenschaft und deutschem Kolonialismus wurde weiter durch Verträge gesichert.
Auch weite Teile des Lehrpersonals der Handelskammer, der Handelshochschule und anderer Einrichtungen gehörten  der Deutschen Kolonialgesellschaft an, z. B. Christian Eckert, Kurt Wiedenfeld, Paul Moldenhauer, Oskar Jäger, Heinrich Geffcken, Otto Wilhelm Thomé und Richard Hindorf.
Im „Oberen Gesellschaftssal“ des „Römergang“ fanden sich am Abend des 19. Oktober 1888 zahlreiche Bürger unterschiedlichster sozialer Herkunft ein, um die Gründung der Kölner Unterabteilung der Deutschen Kolonialgesellschaft zu vollziehen.

### Die prokoloniale Propaganda derKölnischen Zeitung

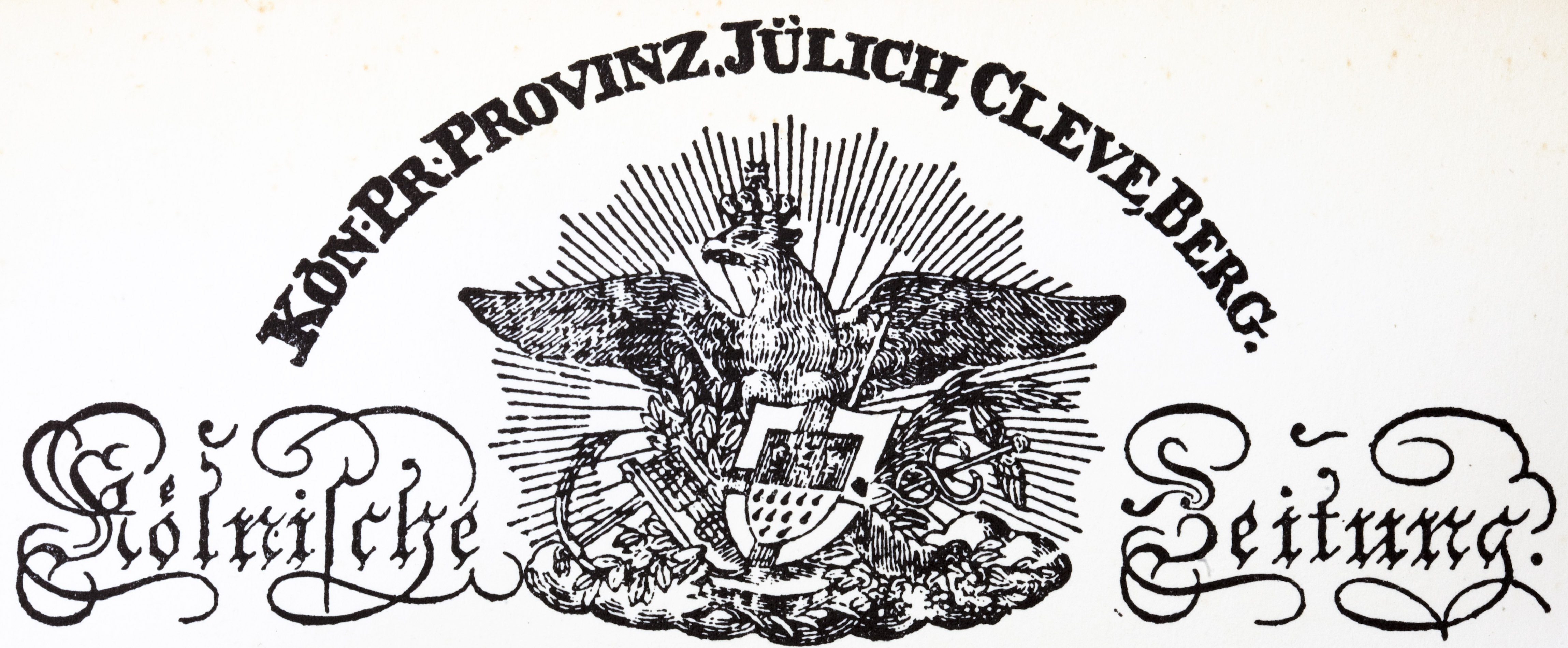
Erstes Logo der überregionalen Kölnischen Zeitung vom 4. Mai 1870

Die Kölnische Zeitung existierte zu Beginn des deutschen Kolonialismus bereits annähernd hundert Jahre und war als Informationsquelle fest im bürgerlichen bzw. nationalkonservativen Lager verankert.
Wie der allgemeine Tenor in der westlichen Gesellschaft zur Jahrhundertwende waren auch die Artikel der Kölnischen Zeitung aus heutiger Sicht rassistisch, nationalistisch  und euphemistisch.
Der Redakteur der Zeitung, Prosper Müllendorf begleitete die Handelshochschule Köln auf der Ostafrika-Expedition von 1908 und referierte über „Das französische Kolonialreich in Westafrika“, Kamerun, Deutsch-Südwestafrika, den „Geschädigten in DSW“, „Deutschlands nächste Pflichten in Südwest“, „Deutsch-Südwestafrika zur Zeit des Herero-Aufstandes“, „den Verkehrsmitteln des Kongostaats“, „Überblick über Entwicklung der afrikanischen Kolonien“, „Die neueste Entwicklung DOAs“, „Technik und Waren in DOA“ und  „die Entwicklung in Britisch-Ostafrika“. Hugo Zöller hielt Vorträge für die Prokolonialen im Gürzenich zu „Land und Leuten von Samoa“; von Mach, ebenfalls Redakteur des Blattes trug über „eine deutsche Aufgabe in Transvaal“ vor.
Die Kölnische Zeitung konnte es sich mit ihrem Redakteur Hugo Zöller als eine der wenigen deutschen Zeitungen leisten, einen Korrespondenten in die Kolonien zu entsenden. Der damalige „koloniale Journalismus“ bestand in der Regel aus reinen Kopien von Artikeln aus führenden Zeitungen oder wurde aus zweiter Hand, etwa über Reisende, Händler oder Missionare, akquiriert. In Anbetracht dessen, war der enthusiastische Kolonialfreund Zöller ein Glücksfall für die Kölnische Zeitung. Sie schickte ihren Redakteur 1879 auf kolonialwissenschaftliche Studienreise und 1884 bis 1885 nach Westafrika, um an der Seite des Reichskommissars Gustav Nachtigall aktiv an der Aneignung neuer Gebiete teilnehmen zu können.
Zöller selbst beschrieb seinen Stil offen als „colonialpolitische Agitation“ die man als intensive Form politischer Propaganda verstehen kann. Die Art der Zöller‘schen Propaganda unterschied sich dabei je nach politischer Situation. Naturgemäß musste er sich vor der aktiven Expansion des Deutschen Kaiserreichs anderer propagandistischer Mittel bedienen als während der deutschen Kolonialzeit, während des Ersten Weltkriegs und der darauf folgenden Zeit des kolonialen Revisionismus.

## Köln als Ursprung der Mission

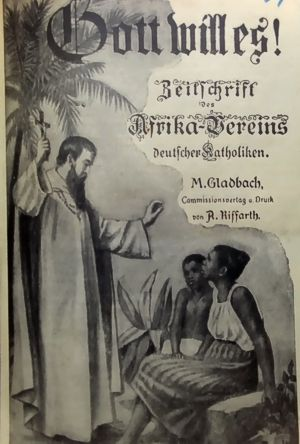
Zeitschrift Gott will es!, Ausgabe Juni 1910

Die Stadt Köln war schon seit der Antike ein katholisches Zentrum nördlich der Alpen. Es liegt daher nahe, dass sich Missionare auch von dieser Stadt ins koloniale Afrika aufmachten. So wurde dort im Jahre 1888 der Afrika-Verein deutscher Katholiken (AVdK) gegründet. Den Vorsitz des Vereins hatte über Jahre hinweg der Kölner Domkapitular Franz Karl Hespers inne, welcher ebenfalls Mitglied der Deutschen Kolonialgesellschaft war. Der AVdK stand unter dem Schutz des Kölner Erzbischofs und war angeregt durch die von Kardinal Lavigerie in Frankreich ins Leben gerufene „Antisklavereibewegung“.
Das Ziel des AVdK war „die Civilisation der Neger durch Bekehrung zum Christenthum“.
Zunächst beschränkte man sich auf Deutsch-Ostafrika, später weitete man das Engagement auf die anderen Kolonien aus.
Paul zu Lukuledi aus der Missionarsstation von St. Peter vermerkte:

„An der Nordgrenze unserer Präfectur fand ich überall das Haupthinderniß der ostafrikanischen Missionen – nämlich eine äußerst spärliche Bevölkerung. Vielfach war erst am Abend, nach sechs- bis achtstündigem Marsche durch unbebautes und unbewohntes Pori ein kleines Dörfchen zu finden mit ein paar Dutzend Negern, meistens halbverhungerte, gespensterhafte Gestalten, aus deren hohläugigem Gesichte mich eine Noth anstarrte, wie man sich in Europa kaum eine vorstellen kann.“

Der von der katholischen Kirche seit 2003 als heilig verehrte Daniele Comboni warb in Köln für die Afrikamission und erfuhr hierfür von der AVdK direkte Unterstützung.
Am 18. Mai 1920 wurde der AVdK aufgelöst. Die neokolonialen Gedanken zur Erneuerung des Vereins fast vierzig Jahre darauf wurden jedoch nie umgesetzt. Neben dem AVdK bestanden auch ein Evangelischer Afrikaverein und die Rheinische Missionsgesellschaft.

## Ostafrika-Expedition der Kölner Handelshochschule 1908

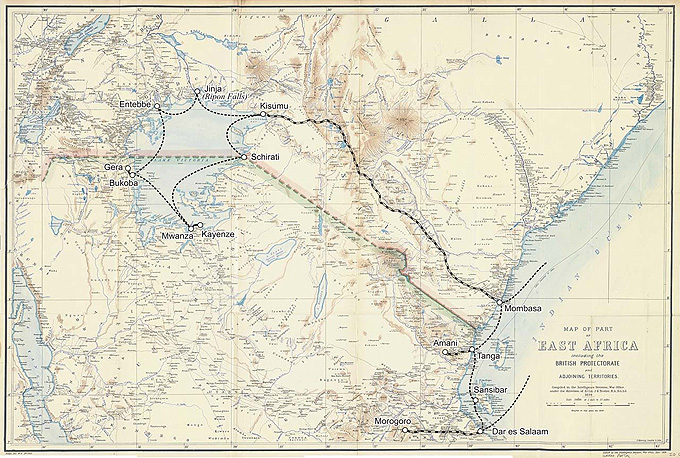
Route der Expedition

Die drei Professoren Paul Moldenhauer (Versicherungswissenschaften), Heinrich Geffcken (öffentliches Recht) und Kurt Wiedenfeld (Staatswissenschaften) machten sich in der vorlesungsfreien Zeit 1908 (2. August. bis 15. Oktober 1908) mit 25 Studenten, einem Arzt und ihrem Expeditionsleiter, dem Studiendirektor der Handelshochschule, Christian Eckert und dessen Frau auf, Afrika, als erste akademische Institutionen Deutschlands, wissenschaftlich zu „erobern“.
Als Berichterstatter für die mit dem Reichskolonialamt geplante „Kolonialfahrt“ war Prosper Müllendorff für die Kölnische Zeitung, das wichtigste prokoloniale Blatt Deutschlands, Teil der Expedition.
Christian Eckert begründete die Fahrt wie folgt:

„So mußte es als bedeutsame Aufgabe, gerade für eine junge Kaufmannshochschule erscheinen, zu versuchen, ob sie zu bescheidenem Teil das Verständnis für die gegenwärtigen Aufgaben und Zukunftsprobleme, wie sie in überseeischen Gebieten uns gestellt sind, zu fördern vermöchte. In der Erkenntnis, daß die Kolonialfragen vor allem der aufstrebenden kaufmännischen Jugend verdeutlicht werden müssen […]. Eine solche Kolonialfahrt bot zugleich den Vorteil, nachdrücklich das Augenmerk darauf lenken zu können, wo deutscher Fleiß im Ausland bereits Erfolg errungen, und Ausschau zu halten, wo die Tatkraft unserer Kaufleute und Industriellen, sich künftig noch stärker erproben kann. […]“

Der erste Abschnitt der Expedition war Britisch-Ostafrika einschl. Uganda, zu ihm wurde von Neapel aus losgezogen; es ging mit dem Dampfer Markgraf der Deutschen Ost-Afrika-Linie nach Mombasa und von dort mit der Ugandabahn nach Kisumu zu einer 10-tägigen Rundreise um den Viktoriasee. Von dort ging es dann über Nairobi zurück nach Mombasa, um dann mit dem Regierungsdampfer Kaiser Wilhelm II nach Tanga, wo der Abschnitt Deutsch-Ostafrika begann, abzulegen. Zusätzlich standen noch Usambara, Sansibar und Morogoro auf dem Programm, bevor von Dar es Salaam aus die Rückreise angetreten wurde.
Es wurde also ein Vergleich der Kolonien angestrebt.
Besichtigt wurden Pflanzungen, Plantagen und Wirtschaftsbetriebe.

## Afrikaner aus den Kolonien in Köln

### Die „Amazonen von Dahomey“

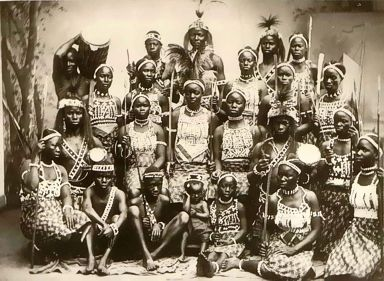
Zeitgenössische Postkarte der „Amazonen von Dahomey“

1890 wurden die „Dahomey-Amazonen“, ein Corps aus Männern und Frauen aus dem deutschen Togo, das in exotischen Kostümen aufzutreten pflegte, in Köln zur Schau gestellt. Das Corps war bis 1908 insgesamt viermal in unterschiedlicher Besetzung in Köln zu sehen. Der Kölner Stadt-Anzeiger schrieb über die „Soldaten im Unterrock“:„Die Kriegerinnen sind schlaue, zumeist wohlgebildete kastanienbraune Gestalten, nur eine oder zwei haben eine lichtere, einige auch dunklere Farbe. Sie tragen eine Art Mieder, welches die Brust bedeckt und mit kleinen weißen Kauri-Muscheln verziert, Amulette, die am Halse und auf der Brust getragen werden, gehören mit zu dem Schmuck der schwarzbraunen Damen.“
Eine sechzehnjährige „Amazone“ starb 1898 an einer Lungenentzündung im Kölner Bürgerhospital in der Cäcilienstraße. Sie wurde unter großer Aufmerksamkeit der lokalen Presse auf dem Melatenfriedhof beigesetzt: „Gestern nach Allerseelen fand auf dem Friedhof zu Melaten ein seltenes Begräbnis statt. Eine Amazone der Truppe, die in Castans Panopticum ihre Vorstellung gibt, war vorige Woche plötzlich an Lungenentzündung erkrankt. Der behandelnde Arzt ordnete Unterbringung in das hiesige Bürgerhospital an. Die Krankheit verschlimmerte sich und am Samstag raffte der Tod das sonst kräftige Mädchen dahin. […] Auf Montag war die Beerdigung angesetzt.“

### Samoaner im Kölner Zoo
Im Juli 1901 fand im Zoologischen Garten zu Köln eine Völkerschau von 26 Samoanern einschl. des Häuptlings Tamasese Le Alofi II. und von Mitgliedern seiner Familie sowie anderer Adelsfamilien der Inseln statt. Der Aufsichtsrat und der Vorstand gaben hierzu bekannt:

„Im Zoologischen Garten wird sich von Dienstag, den 5. bis einschließlich Dienstag den 26. Juli eine Gesellschaft Samoaner den Besuchern zeigen. Sie stammen von der Südseeinsel Samoa, deren 10-jährige Zugehörigkeit zum Deutschen Reiche in diesem Jahre dort festlich begangen wurde.“

Mehrfach am Tag mussten die menschlichen Exponate Tänze und Waffenspiele vorführen, zweimal wöchentlich ein ganzes Schwein in einer mit Blättern und heißen Steinen gefüllten Bratgrube zubereiten und das Publikum mit Kostproben erfreuen. Obendrein war als zusätzliche Attraktion eine Rutsche installiert worden, auf der die leicht mit Bastrock und Blumenkette bekleideten Samoaner in ein Wasserbecken glitten und herum schwammen oder in Kanus ruderten. Das Ausstellungskonzept stammte von Carl Marquardt und seinem Bruder Fritz, der als ehemaliger Polizeipräsident von Apia auf Samoa beste Beziehungen zur deutschen Kolonie besaß. Ausstellungen exotischer Menschen waren seit ihrer Einführung auf den Weltausstellungen schon länger bekannt und popularisierten im Zeitalter des europäischen Kolonialismus das Bild des „gezähmten Wilden“ oder auch der neuen „Landsleute“. Zu Beginn der Ausstellung hob der Kölner Stadt-Anzeiger (6. Juli 1910) die Vorzüge von Ausstellung und Ausstellern hervor:

„Im Zoologischen Garten wird sich von Dienstag, den 5. bis einschließlich Dienstag den 26. Juli eine Gesellschaft Samoaner den Besuchern zeigen. Sie stammen von der Südseeinsel Samoa, deren 10-jährige Zugehörigkeit zum Deutschen Reiche in diesem Jahre dort festlich begangen wurde.“

Darüber hinaus lobte der anonyme Verfasser des Artikels den ethnologischen Wert der Veranstaltung:

„Neben dem großen künstlerischen Genuß, den die Vorführungen der Samoaner bieten, steht ja auch der erzieherische Wert, der darin enthalten ist, daß dem breiten Publikum hier ein Einblick vergönnt ist in Art und Sitten einer Menschenrasse, die nach ihren Begriffen von Sittlichkeit und Moral in vielen Punkten der europäischen gleich zu stellen ist.“

## Aufnahme des reichsdeutschen Kolonialismus im Kölner Karneval

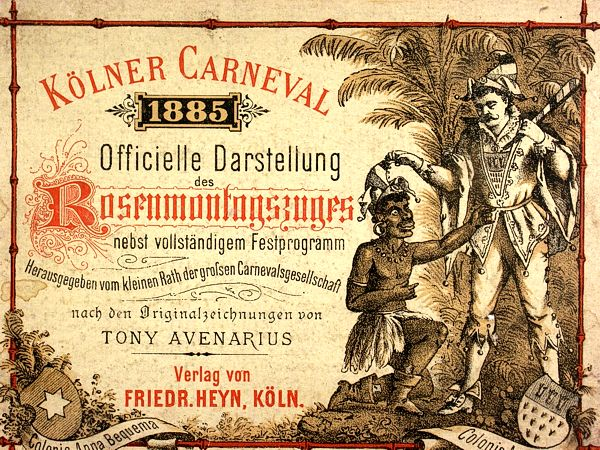
Titelblatt des Festprogramms des Kölner Karnevals von 1885

Die prokoloniale Kölnische Zeitung hatte kurz vor der Karnevalssession 1884/1885 die Reiseberichte des Geografen und Ethnologen Wilhelm Joest herausgebracht, diese erfreuten sich großer Aufmerksamkeit unter der Kölner Bürgerschaft.
Joest hatte über den Zeitraum eines Jahres das südöstliche Afrika bereist; zusätzlich fallen in das Jahr viele bedeutende Ereignisse der deutschen Kolonialpolitik (Deutsch-Südwest-Afrika wird gegründet, Carl Peters begründet die Gesellschaft für deutsche Kolonisation, die Kongo-Konferenz findet statt).
Das Zugmotto der Session lautete: „Held Carneval als Colonisator“; sämtliche Rosenmontagsteilnehmer waren mit schwarzer Schuhcreme als „Neger“ verkleidet.
Auf dem Titelblatt der Session wird die „Colonia Agrippina“ mit der neu gewonnenen „Colonia Anna Bequema“ in Bezug gesetzt, hinter „Anna Bequema“ verbirgt sich „Angra Pequeña“, der alte portugiesische Name der Küstenregion in Südwest-Afrika, der späteren „Lüderitzbucht“.
Zu dem mit Pickelhauben bekleideten „Amazonen-Musikkorps“ schrieb die Kölnische Zeitung:

„Sie gewähren einen drastisch-komischen Anblick, diese halbwilden gezähmten weiblichen Musikanten, und erst der musikalische Genuss, er ist himmlisch!.“

## Orte, die an den Kolonialismus Deutschlands in Köln erinnern
Im Nippeser Norden liegt das sogenannte „Afrika-Viertel“ (auch Klein Afrika, Heia Safari-Viertel oder Neger-Viertel), in der in Köln stark vertretenen neokolonialen Bewegung der 1930er Jahre wurde es so (mitsamt den Straßennamen) getauft. Die Gustav-Nachtigal-Straße, die Namibiastraße (ehemals Carl-Peters-Straße), die Usambarastraße (ehemals Lüderitzstraße), die Togostraße, die Kamerunstraße und die Tangastraße sind entsprechende Reminiszenzen.
In (Neu)ehrenfeld erinnern die Gravenreuthstraße, die Lansstraße, die Iltisstraße, die Takustraße, der Takuplatz, das Takufeld und die Wißmannstraße an die imperialistischen Zeiten des Deutschen Reiches. 2024 beschloss die Bezirksvertretung Ehrenfeld die Umbenennung von Wißmannstraße und Gravenreuthstraße, wozu Vorschläge aus der Bevölkerung gesammelt wurden.
Andere Orte in Köln mit vergleichbaren Namen sind die Heinrich-von-Stephan-Straße (Bilderstöckchen), das Konrad-Adenauer-Ufer (Altstadt/Nord), die Mohrenstraße (Altstadt/Nord), die Moltkestraße (Neustadt/Süd und Rodenkirchen), die Robert-Koch-Straße (Lindenthal und Pesch), die Wilhelmstraße (Nippes) und die Geschwister-Scholl-Realschule (ehemals nach Karl Freiherr von Gravenreuth benannt).

## (Weiterführende) Literatur
- Lothar Pützstück: „Exotenzauber vor Stadtmauer und Haustür“. Völkerschauen im Kölner Zoo 1878–1932 Zeitschrift des Kölner Zoo 40,4: 151–157, 1997
- Marianne Bechhaus-Gerst: Köln und die Kolonien, in: Ulrich van der Heyden und Joachim Zeller (Hrsg.): Kolonialismus hierzulande – Eine Spurensuche in Deutschland. Sutton Verlag, Erfurt 2007, ISBN 978-3-86680-269-8, S. 11–18.
- Marianne Bechhaus-Gerst, Anne-Kathrin Horstmann (Hrsg.): Köln und der Deutsche Kolonialismus. Eine Spurensuche, Böhlau Verlag, Köln, Weimar, Wien 2013. 286 Seiten
- Anne-Kathrin Horstmann: Wissenschaftlicher Kolonialismus zwischen Theorie und Praxis: Die Ostafrika-Expedition der Kölner Handelshochschule 1908. (PDF) Beiträge zur Kölner Afrikawissenschaftlichen Nachwuchstagung (KANT II). Marilena Thanassoula, Kathrin Kolossa, Claudia Baasner, Peter André Rodekuhr, Marc Seifert, Nico Nassenstein, Anne-Kathrin Horstmann, Christoph Vogel, Larissa-Diana Fuhrmann, abgerufen am 29. Januar 2014.

### Mitgliederverzeichnisse
- Verzeichniss der Mitglieder am 1. Januar 1901. (PDF) Deutsche Kolonialgesellschaft, Abteilung Köln, 1. Januar 1901, abgerufen am 25. Januar 2014.
- Verzeichnis der Mitglieder Dezember 1903. (PDF) Deutsche Kolonialgesellschaft, Abteilung Köln, Dezember 1903, abgerufen am 25. Januar 2014.
- Verzeichnis der Mitglieder Oktober 1906. (PDF) Deutsche Kolonialgesellschaft, Abteilung Köln, Oktober 1906, abgerufen am 25. Januar 2014.
- IX. Jahresbericht, März 1918 bis März 1919. (PDF) Frauenbund der Deutschen Kolonialgesellschaft, Abteilung Köln, März 1919, abgerufen am 29. Januar 2014.